# Bukvice (Česká tabule)
Bukvice (312 m n. m.) je vrch v okrese Hradec Králové Královéhradeckého kraje. Leží asi 1,3 km ssz. od obce Mžany a asi 7 km jjv. od města Hořice, na pomezí katastrálních území vsí Dub a Klenice.

## Popis
Je to výrazná svědecká plošina, krytá říčními štěrky a písky staropleistocenní říční terasy Bystřice (zčásti se sprašovým pokryvem), spočívajícími na vápnitých jílovcích svrchního turonu až coniaku. Vrch je nezalesněný, s výhledem.

## Geomorfologické zařazení
Geomorfologicky vrch náleží do subprovincie Česká tabule, oblasti Východočeská tabule, celku Východolabská tabule, podcelku Cidlinská tabule a okrsku Nechanická tabule.

## Vodstvo
Svahy Bukvice odvodňují pravé přítoky říčky Bystřice, která protéká obcí Sadová pod jihovýchodním úpatím.

## Vegetace
Nezastavěné plochy v prostoru vrcholu i na úbočích pokrývají pole.

## Stavby
Na vrcholu Bukvice se nachází stožár radiokomunikačního převáděče, rozměrná nevyužívaná zemědělská stavba též vybavená radiokomunikačními anténami, která opticky vrch dále zvýrazňuje, a křížek. Část jižního svahu vrchu pokrývá zástavba vsi Dub.

## Komunikace
Přes vrch prochází ve směru ze severozápadu na jihovýchod silnice I/35 z Jičína do Hradce Králové. V těsné blízkosti vrcholu z ní odbočuje jižním směrem silnice do Dubu a Stračova, protějším směrem pak polní cesta ve směru na Horní Černůtky.